# Butte (Alaska)
Butte is een plaats (census-designated place) in de Amerikaanse staat Alaska, en valt bestuurlijk gezien onder Matanuska-Susitna Borough.

## Demografie
Bij de volkstelling in 2000 werd het aantal inwoners vastgesteld op 2561.

## Geografie
Volgens het United States Census Bureau beslaat de plaats een oppervlakte van
106,2 km², waarvan 104,3 km² land en 1,9 km² water.

## Plaatsen in de nabije omgeving
De onderstaande figuur toont nabijgelegen plaatsen in een straal van 16 km rond Butte.